# Tibo Van de Velde
Tibo Van de Velde (5 december 1993) is een Belgisch voetballer die bij voorkeur als aanvaller speelt. Hij tekende op 1 juli 2018 een contract tot medio 2020 bij Knokke FC, dat hem overnam van FC Eindhoven.

## Clubcarrière
Van de Velde is afkomstig uit de jeugdopleiding van KSV Roeselare. Op 4 september 2010 debuteerde hij op zestienjarige leeftijd in de tweede klasse tegen Antwerp. Op 17 november 2011 maakte hij zijn eerste competitiedoelpunt op het veld van Rupel Boom. In 2012 trok de aanvaller naar AA Gent. In januari 2013 tekende hij bij KMSK Deinze, waar hij negentien doelpunten in 71 competitiewedstrijden zou scoren. In juni 2015 tekende hij een tweejarig contract bij Cercle Brugge. Hij tekende op 12 augustus 2016 een contract bij FC Eindhoven, de nummer 4 van het voorgaande seizoen in de Eerste divisie.

## Clubstatistieken
| Seizoen | Club          | Land      | Competitie             | Wed. | Doelp. |
| ------- | ------------- | --------- | ---------------------- | ---- | ------ |
| 2010/11 | KSV Roeselare | België    | Proximus League        | 19   | 1      |
| 2011/12 | KSV Roeselare | België    | Proximus League        | 11   | 0      |
| 2012/13 | AA Gent       | België    | Jupiler Pro League     | 0    | 0      |
| 2012/13 | KMSK Deinze   | België    | Derde Klasse A         | 13   | 3      |
| 2013/14 | KMSK Deinze   | België    | Derde Klasse A         | 28   | 12     |
| 2014/15 | KMSK Deinze   | België    | Derde Klasse A         | 30   | 4      |
| 2015/16 | Cercle Brugge | België    | Proximus League        | 12   | 0      |
| 2016/17 | FC Eindhoven  | Nederland | Jupiler League         | 29   | 3      |
| 2017/18 | FC Eindhoven  | Nederland | Jupiler League         | 26   | 4      |
| 2018/19 | Knokke FC     | België    | Eerste Klasse Amateurs | 21   | 2      |
| Totaal  | Totaal        | Totaal    | Totaal                 | 189  | 29     |

## Interlandcarrière
Van de Velde speelde twee interlands voor België –15, één interland voor België –17 en vijf interlands voor België –18.